# Klodič
Klodič je priimek v Sloveniji, ki ga je po podatkih Statističnega urada Republike Slovenije na dan 1.januarja 2012 uporabljalo 8 oseb.

## Znani nosilci priimka
- Anton Klodič (1836—1914), klasični filolog in pesnik
- Ivan Klodič (1828—1898), fizik, matematik in vremenoslovec
- Maks Klodič (1875—1953), gradbeni inženir
- Pavel Klodič (1878—1961), pravnik, risar in slikar